# Déspina Chatzinikoláou
Déspina Chatzinikoláou, en (grec moderne : Δέσποινα Χατζηνικολάου), née le 21 octobre 1999 à Maroússi en Grèce, est une footballeuse internationale grecque qui joue au poste de milieu de terrain ou d'attaquante pour le club italien du SSD Napoli,,.